# Gorriti
Gorriti est une commune située dans la municipalité de Larraun de la communauté forale de Navarre, dans le Nord de l’Espagne.
Cette commune se situe dans la zone bascophone de la Navarre. Sa population était de 84 habitants en 2021.

## Géographie
La commune de Gorriti est située dans la partie nord-ouest de la municipalité de Larraun. Son mandat de conseil a une superficie de 7,1 km² et se limite au nord avec la municipalité d'Areso; à l'est avec la commune de Uitzi ; au sud avec la commune d'Azpirotz-Lezaeta et à l'ouest avec la commune d'Atallo (es) dans la municipalité d'Araitz.
|        | Areso            |       |
| Atallo | Gorriti          | Uitzi |
|        | Azpirotz-Lezaeta |       |

## Population
| 2000 | 2001 | 2002 | 2003 | 2004 | 2005 | 2006 | 2007 | 2008 |
| ---- | ---- | ---- | ---- | ---- | ---- | ---- | ---- | ---- |
| 100  | 97   | 92   | 92   | 93   | 92   | 93   | 97   | 95   |

| 2009 | 2010 | 2011 | 2012 | 2013 | 2014 | 2015 | 2016 | 2017 |
| ---- | ---- | ---- | ---- | ---- | ---- | ---- | ---- | ---- |
| 96   | 92   | 90   | 91   | 88   | 87   | 93   | 92   | 92   |

| 2018 | 2019 | 2020 | 2021 | - | - | - | - | - |
| ---- | ---- | ---- | ---- | - | - | - | - | - |
| 89   | 89   | 88   | 84   | - | - | - | - | - |

### Liens connexes
- Commune de Navarre
- Site internet de Larraun